# Agence d'éducation pour le Texas

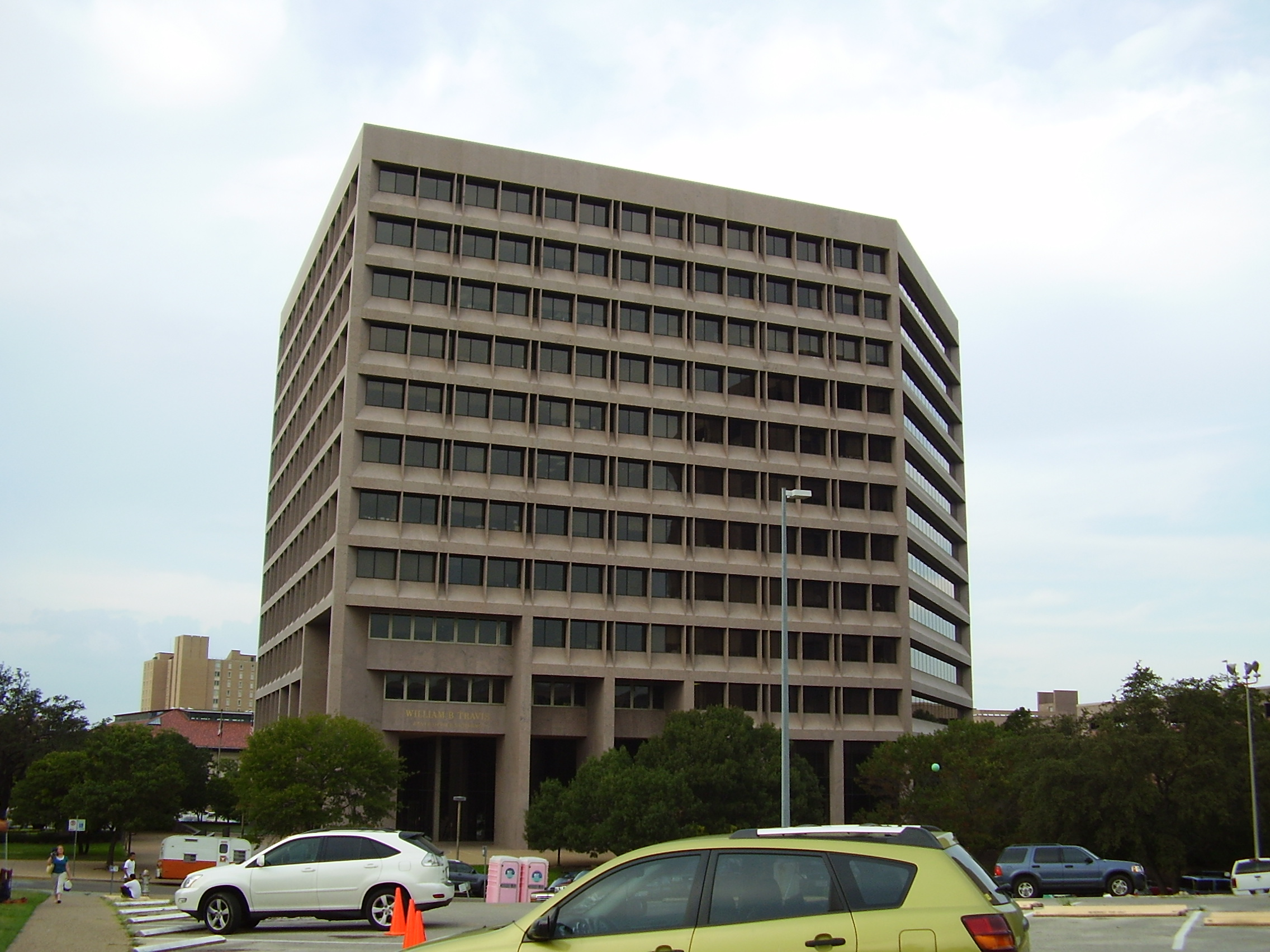
Siège de l'Agence d'éducation pour le Texas à Austin.

l'Agence d'éducation pour le Texas (Texas Education Agency, TEA), est une agence du gouvernement de l'État du Texas.  Elle y supervise l'enseignement primaire et secondaire, comprenant les écoles publiques et celles agréées par l'État. Son siège est abrité par le William B. Travis State Office Building au 1701 North Congress Avenue à Austin,.